# Giornata mondiale per la diversità culturale per il dialogo e lo sviluppo

Simbolo della Pace di Roerich

La Giornata mondiale per la diversità culturale per il dialogo e lo sviluppo è una giornata internazionale delle Nazioni Unite per la promozione dei temi delle diversità e del dialogo tra culture. Ricorre il 21 maggio. L'Assemblea generale delle Nazioni Unite ha proclamato questa giornata in seguito alla Dichiarazione universale sulla diversità culturale dell'UNESCO a novembre 2001.  È stata proclamata con la risoluzione 57/249.